# Trachyrincus
Trachyrincus es un género de peces gadiformes de la familia Macrouridae.

## Especies
Se reconocen las siguientes especies:
- Trachyrincus aphyodes
- Trachyrincus helolepis
- Trachyrincus longirostris
- Trachyrincus murrayi
- Trachyrincus scabrus
- Trachyrincus trachyrincus
- Trachyrincus villegai